# Point Clear (Alabama)
Point Clear es un lugar designado por el censo ubicado en el condado de Baldwin en el estado estadounidense de Alabama. En el año 2000 tenía una población de 1876 habitantes y una densidad poblacional de 127,6 personas por km².

## Demografía
En el 2000 la renta per cápita promedia del hogar era de $37,305, y el ingreso promedio para una familia era de $45,729. El ingreso per cápita para la localidad era de $26,271. Los hombres tenían un ingreso per cápita de $39,844 contra $14,556 para las mujeres.

## Geografía
Point Clear se encuentra ubicado en las coordenadas 30°29′48″N 87°54′35″O / 30.49667, -87.90972. Según la Oficina del Censo, la localidad tiene un área total de 14,7 km² (5,7 mi²), de la cual 14,7 km² (5,7 mi²) es tierra y 0 km² (0 mi²) (0.0%) es agua.